# دهستان اشنویه جنوبی
دهستان اشنویه جنوبی نام دهستانی در بخش نالوس شهرستان اشنویه، استان آذربایجان غربی در ایران است. براساس سرشماری مرکز آمار ایران در سال ۱۳۸۵، جمعیت آن ۴۲۷۲ نفر (۷۳۰ خانوار) بوده‌است.